# Gräsmyr
Gräsmyr is een plaats in de gemeente Nordmaling in het landschap Ångermanland en de provincie Västerbottens län in Zweden. De plaats heeft 195 inwoners (2005) en een oppervlakte van 28 hectare.